# KFC Dessel Sport

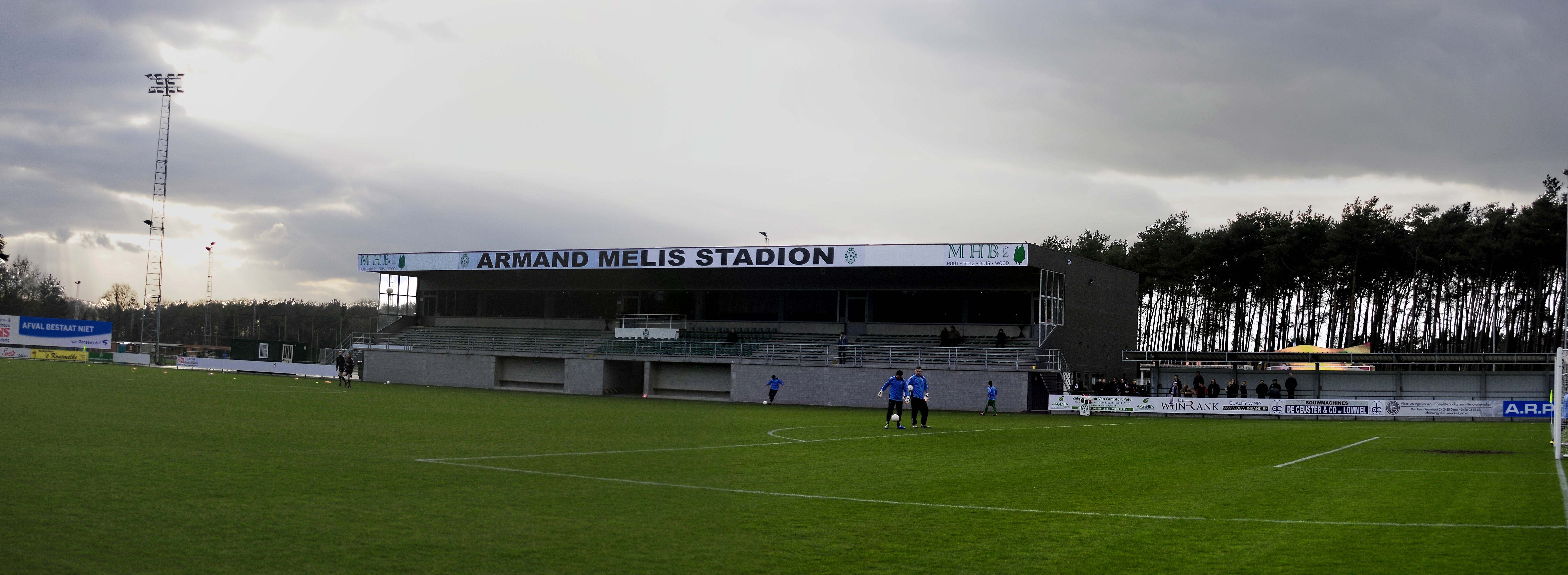
Het Armand Melisstadion

K.F.C. Dessel Sport is een Belgische voetbalclub uit Dessel. De club is aangesloten bij de KBVB met stamnummer 606 en heeft groen en wit als kleuren. Dessel Sport heeft als thuisbasis het Armand Melisstadion.
Een andere club uit Dessel, Witgoor Sport Dessel, kruiste door het spel van de promoties en degradaties regelmatig het pad van Dessel Sport, wat meermaals een derby in de gemeente opleverde.

## Geschiedenis
Reeds vanaf de Eerste Wereldoorlog werd in Dessel gevoetbald in een ploeg met als naam Alberta. In 1925 werd uiteindelijk Desschel Sport Footbal Club opgericht. Op 6 januari 1926 sloot de club zich aan bij de KBVB als debuterende club en kreeg later dat jaar bij invoering van de stamnummers het nummer 606 toegekend. De eerste drie seizoenen trad de club aan in competities van de Kempische Voetbal Groep, een groep die afhing van de Belgische Voetbalbond en tussen 1924 en 1933 in Antwerpen competities organiseerde voor debuterende clubs.
In 1929 sloot men uiteindelijk als effectieve club aan, en men ging spelen in de toenmalige Derde Gewestelijke A, gevolgd door twee seizoenen Tweede Gewestelijke A. Vanaf 1932 speelde de club in Tweede Provinciale, tot men daar in 1949 voor het eerst kampioen speelde. Dessel kon zo naar Eerste Provinciale, waar het drie seizoenen verbleef alvorens weer te degraderen in 1952. De ploeg ging wat op en neer tussen beide reeksen, in 1954 speelde men immers weer kampioen met promotie tot gevolg, in 1957 volgde opnieuw een degradatie. Ondertussen had men in 1954 de koninklijke titel gekregen en de naam werd Koninklijke Footbal Club Dessel Sport. De ploeg haalde de daaropvolgende seizoen regelmatig de top van de rangschikking, maar pas in 1966 speelde men opnieuw kampioen in Tweede Provinciale.
Dit was het begin van de opmars van de ploeg. Het eerste seizoen dat Dessel opnieuw in Eerste Provinciale aantrad, slaagde het er immers in onmiddellijk kampioen te worden om zo in 1967 voor het eerst in de nationale bevorderingsreeksen te kunnen aantreden. Na drie seizoenen speelde men ook daar kampioen, in 1970 mocht Dessel zo van start gaan in Derde Klasse, waar het 14 seizoen bleef.
In het 1984 volgde echter weer een degradatie, waarop 11 jaar Vierde Klasse volgde. Halverwege de jaren 90 volgde echter een nieuwe opmars. In 1995 speelde de club kampioen in Bevordering, twee jaar later herhaalde men dit in Derde Klasse: voor het eerst promoveerde de club zo naar de Tweede Klasse. In het seizoen 2006-2007 eindigde Dessel zestiende in tweede klasse. In de eindronde voor de degradatie werd verloren van Verbroedering Geel waardoor de club voor het eerst in 10 seizoenen weer naar derde klasse zakte. Vijf jaar later promoveerde Dessel opnieuw.

## Resultaten
| Seizoen                                 | Klasse                                  | Klasse                                  | Klasse                                  | Klasse                                  | Klasse                                  | Klasse                                  | Reeks                                   | Punten                                                   | Opmerkingen                                               |
|                                         | I                                       | I                                       | II                                      | III                                     | IV                                      | P.I                                     |                                         |                                                          |                                                           |
| Provinciale reeksen tussen 1926 en 1967 | Provinciale reeksen tussen 1926 en 1967 | Provinciale reeksen tussen 1926 en 1967 | Provinciale reeksen tussen 1926 en 1967 | Provinciale reeksen tussen 1926 en 1967 | Provinciale reeksen tussen 1926 en 1967 | Provinciale reeksen tussen 1926 en 1967 | Provinciale reeksen tussen 1926 en 1967 | Provinciale reeksen tussen 1926 en 1967                  | Provinciale reeksen tussen 1926 en 1967                   |
| --------------------------------------- | --------------------------------------- | --------------------------------------- | --------------------------------------- | --------------------------------------- | --------------------------------------- | --------------------------------------- | --------------------------------------- | -------------------------------------------------------- | --------------------------------------------------------- |
| 1967/68                                 |                                         |                                         |                                         |                                         | 5                                       |                                         | Vierde klasse D                         | 37                                                       |                                                           |
| 1968/69                                 |                                         |                                         |                                         |                                         | 5                                       |                                         | Vierde klasse B                         | 34                                                       |                                                           |
| 1969/70                                 |                                         |                                         |                                         |                                         | 1                                       |                                         | Vierde klasse B                         | 44                                                       |                                                           |
| 1970/71                                 |                                         |                                         |                                         | 3                                       |                                         |                                         | Derde klasse A                          | 36                                                       |                                                           |
| 1971/72                                 |                                         |                                         |                                         | 5                                       |                                         |                                         | Derde klasse B                          | 36                                                       |                                                           |
| 1972/73                                 |                                         |                                         |                                         | 4                                       |                                         |                                         | Derde klasse A                          | 37                                                       |                                                           |
| 1973/74                                 |                                         |                                         |                                         | 9                                       |                                         |                                         | Derde klasse A                          | 26                                                       |                                                           |
| 1974/75                                 |                                         |                                         |                                         | 14                                      |                                         |                                         | Derde klasse B                          | 26                                                       |                                                           |
| 1975/76                                 |                                         |                                         |                                         | 11                                      |                                         |                                         | Derde klasse B                          | 28                                                       |                                                           |
| 1976/77                                 |                                         |                                         |                                         | 4                                       |                                         |                                         | Derde klasse B                          | 34                                                       |                                                           |
| 1977/78                                 |                                         |                                         |                                         | 12                                      |                                         |                                         | Derde klasse A                          | 25                                                       |                                                           |
| 1978/79                                 |                                         |                                         |                                         | 4                                       |                                         |                                         | Derde klasse B                          | 35                                                       |                                                           |
| 1979/80                                 |                                         |                                         |                                         | 6                                       |                                         |                                         | Derde klasse B                          | 33                                                       |                                                           |
| 1980/81                                 |                                         |                                         |                                         | 7                                       |                                         |                                         | Derde klasse B                          | 31                                                       |                                                           |
| 1981/82                                 |                                         |                                         |                                         | 9                                       |                                         |                                         | Derde klasse B                          | 29                                                       |                                                           |
| 1982/83                                 |                                         |                                         |                                         | 14                                      |                                         |                                         | Derde klasse B                          | 26                                                       |                                                           |
| 1983/84                                 |                                         |                                         |                                         | 15                                      |                                         |                                         | Derde klasse B                          | 25                                                       |                                                           |
| 1984/85                                 |                                         |                                         |                                         |                                         | 4                                       |                                         | Vierde klasse C                         | 37                                                       |                                                           |
| 1985/86                                 |                                         |                                         |                                         |                                         | 13                                      |                                         | Vierde klasse B                         | 24                                                       |                                                           |
| 1986/87                                 |                                         |                                         |                                         |                                         | 6                                       |                                         | Vierde klasse C                         | 33                                                       |                                                           |
| 1987/88                                 |                                         |                                         |                                         |                                         | 4                                       |                                         | Vierde klasse C                         | 34                                                       |                                                           |
| 1988/89                                 |                                         |                                         |                                         |                                         | 6                                       |                                         | Vierde klasse C                         | 32                                                       |                                                           |
| 1989/90                                 |                                         |                                         |                                         |                                         | 2                                       |                                         | Vierde klasse C                         | 42                                                       |                                                           |
| 1990/91                                 |                                         |                                         |                                         |                                         | 8                                       |                                         | Vierde klasse B                         | 31                                                       |                                                           |
| 1991/92                                 |                                         |                                         |                                         |                                         | 4                                       |                                         | Vierde klasse C                         | 39                                                       |                                                           |
| 1992/93                                 |                                         |                                         |                                         |                                         | 4                                       |                                         | Vierde klasse C                         | 39                                                       |                                                           |
| 1993/94                                 |                                         |                                         |                                         |                                         | 3                                       |                                         | Vierde klasse C                         | 40                                                       |                                                           |
| 1994/95                                 |                                         |                                         |                                         |                                         | 1                                       |                                         | Vierde klasse C                         | 43                                                       |                                                           |
| 1995/96                                 |                                         |                                         |                                         | 4                                       |                                         |                                         | Derde klasse B                          | 54                                                       |                                                           |
| 1996/97                                 |                                         |                                         |                                         | 1                                       |                                         |                                         | Derde klasse B                          | 64                                                       |                                                           |
| 1997/98                                 |                                         |                                         | 9                                       |                                         |                                         |                                         | Tweede klasse                           | 45                                                       |                                                           |
| 1998/99                                 |                                         |                                         | 12                                      |                                         |                                         |                                         | Tweede klasse                           | 37                                                       |                                                           |
| 1999/00                                 |                                         |                                         | 6                                       |                                         |                                         |                                         | Tweede klasse                           | 54                                                       |                                                           |
| 2000/01                                 |                                         |                                         | 11                                      |                                         |                                         |                                         | Tweede klasse                           | 38                                                       |                                                           |
| 2001/02                                 |                                         |                                         | 7                                       |                                         |                                         |                                         | Tweede klasse                           | 47                                                       |                                                           |
| 2002/03                                 |                                         |                                         | 16                                      |                                         |                                         |                                         | Tweede klasse                           | 38                                                       |                                                           |
| 2003/04                                 |                                         |                                         | 9                                       |                                         |                                         |                                         | Tweede klasse                           | 48                                                       |                                                           |
| 2004/05                                 |                                         |                                         | 15                                      |                                         |                                         |                                         | Tweede klasse                           | 39                                                       |                                                           |
| 2005/06                                 |                                         |                                         | 16                                      |                                         |                                         |                                         | Tweede klasse                           | 31                                                       |                                                           |
| 2006/07                                 |                                         |                                         | 16                                      |                                         |                                         |                                         | Tweede klasse                           | 34                                                       | Verlies in eindronde voor behoud tegen Verbroedering Geel |
| 2007/08                                 |                                         |                                         |                                         | 10                                      |                                         |                                         | Derde klasse B                          | 29                                                       |                                                           |
| 2008/09                                 |                                         |                                         |                                         | 13                                      |                                         |                                         | Derde klasse B                          | 30                                                       |                                                           |
| 2009/10                                 |                                         |                                         |                                         | 3                                       |                                         |                                         | Derde klasse B                          | 58                                                       | Verlies in eindronde voor promotie tegen URS du Centre    |
| 2010/11                                 |                                         |                                         |                                         | 5                                       |                                         |                                         | Derde klasse A                          | 57                                                       |                                                           |
| 2011/12                                 |                                         |                                         |                                         | 1                                       |                                         |                                         | Derde klasse B                          | 69                                                       |                                                           |
| 2012/13                                 |                                         |                                         | 12                                      |                                         |                                         |                                         | Tweede klasse                           | 41                                                       |                                                           |
| 2013/14                                 |                                         |                                         | 14                                      |                                         |                                         |                                         | Tweede klasse                           | 35                                                       |                                                           |
| 2014/15                                 |                                         |                                         | 15                                      |                                         |                                         |                                         | Tweede klasse                           | 31                                                       |                                                           |
| 2015/16                                 |                                         |                                         | 10                                      |                                         |                                         |                                         | Tweede klasse                           | 48                                                       |                                                           |
|                                         | 1A                                      | 1B                                      | 1Am                                     | 2Am                                     | 3Am                                     | P.I                                     |                                         | Vanaf 2016-17 zijn er 3 nationale en 2 regionale niveaus | Vanaf 2016-17 zijn er 3 nationale en 2 regionale niveaus  |
| 2016/17                                 |                                         |                                         | 2                                       |                                         |                                         |                                         | Eerste klasse amateurs                  | 66                                                       | Tweede in eindronde voor promotie                         |
| 2017/18                                 |                                         |                                         | 3                                       |                                         |                                         |                                         | Eerste klasse amateurs                  | 60                                                       | Derde in eindronde voor promotie                          |
| 2018/19                                 |                                         |                                         | 12                                      |                                         |                                         |                                         | Eerste klasse amateurs                  | 35                                                       |                                                           |
| 2019/20                                 |                                         |                                         | 8                                       |                                         |                                         |                                         | Eerste klasse amateurs                  | 31                                                       | Seizoen midden maart stopgezet wegens Covid-19            |
| 2020/21                                 |                                         |                                         | -                                       |                                         |                                         |                                         | Eerste nationale                        | -                                                        | Geen wedstrijden gespeeld wegens Covid-19                 |
| 2021/22                                 |                                         |                                         | 3                                       |                                         |                                         |                                         | Eerste nationale                        | 48                                                       | Vierde in eindronde voor promotie                         |
| 2022/23                                 |                                         |                                         | 14                                      |                                         |                                         |                                         | Eerste nationale                        | 43                                                       |                                                           |
| 2023/24                                 |                                         |                                         | 12                                      |                                         |                                         |                                         | Eerste nationale                        | 44                                                       |                                                           |
| 2024/25                                 |                                         |                                         | 5                                       |                                         |                                         |                                         | Eerste nationale VV                     | 46                                                       |                                                           |
| 2025/26                                 |                                         |                                         |                                         |                                         |                                         |                                         | Eerste nationale VV                     |                                                          |                                                           |

## Trainers
Zie Lijst van trainers van Dessel Sport.

## Bekende (oud-)spelers
- Isaac Asare
- Khalid Benlahsen
- Harvey Bischop
- Julien Cools
- Timothy Dreesen
- Kevin Geudens
- Patrick Goots
- Bart Goor
- Joris Van Hout
- Stein Huysegems
- Georges Leekens
- Daouda Peeters
- Kevin Vandenbergh
- Kevin Tapoko